# Dryopteris fraser-jenkinsii
Dryopteris x fraser-jenkinsii är en träjonväxtart som beskrevs av Gibby, Widén. Dryopteris fraser-jenkinsii ingår i släktet Dryopteris och familjen Dryopteridaceae. Inga underarter finns listade.